# Otmica iz Allagasha
Otmica iz Allagasha, slučaj tobožnje izvanzemaljske otmice koji se, prema kazivanju očevidaca, četvero studenata umjetnosti iz Massachusettsa, dogodio i kolovozu 1976. godine u američkoj saveznoj državi Maine. Događaj je uključivao prijavljeno viđenje NLO-a i kasnije prisjećanje sudionika na otmicu. Jedan član ekipe, Chuck Rak, je javno opovrgnuo da se dogodila otmica, dok su ostala trojica ostala pri izvornoj priči kako je viđenje NLO-a bilo praćeno otmicom, koje su se prisjetili tek kasnije kada su počeli patiti od noćnih mora. Međutim, Chuck Rak nije negirao viđenje neobične svjetlosti i velike svjetleće lopte koja se pojavila iznad jezera.

## Događaj
Četvorica studenata umjetnosti braća Jim i Jack Weiner, Charlie Fotz i Chuck Rak su otišla, tijekom kolovoza 1976. godine, na jedanaestodnevni odmor u divljinu Allagasha, u saveznoj državi Maine. Druge noći logorovanja, opazili su na nebu neobičnu svjetlost koja je nakon kraćeg vremena implodirala i nestala. Dvije večeri kasnije, 20. kolovoza, četvero studenata se uputilo na pecanje kanuom. Kada su doššli do sredine jezera Big Eagle, iznenada se pojavila velika svjetleća lopta, koja je mijenjala boje, od crvene, preko zelene do žute. U jednom trenutku, Charlie Fotz je uputio signale svjetiljkom, nakon čega se bešumna letjelica primaknula prema njima i ispalila plavu zraku u vodu. Mladići su pobjegli kanuom do ruba jezera, dok je letjelica ostala kružiti iznad jezera, da bi se letjelica potom vinula u nebu i nestala. Poslije izvjesnog vremena, Jack Weiner je počo patiti od noćih mora u kojima su mu se ukazivala čudnovata bića velikih glava s velikim očima bez kapaka i dugačkim vratovima, koja su vršila bolne preglede na njemu. Godine 1988. je i Jackov brat Jim također počeo sanjati neobične snove. Njih dvojica potražili su pomoć poznatog ufologa Raymonda Fowlera, koji je svu četvoricu prijatelja podvrgnuo regresivnoj hipnozi. Tijekom hipnoze opisali su kako su bili oteti od strane izvanzemaljaca koji su ih polegli na stolove i podvrgnuli brojnim neugodnim i bolnim testovima, nakon čega su ih pustili i izbrisali im sjećanje na taj događaj.

## Demantij Chucka Raka
Dana 31. kolovoza 2016. godine, Chuck Rak, jedan od četvorice prijatelja koje su, navodno, bili oteli izvanzemaljci prije 40 godina, priznao je u telefonskom intervju St. John Valley Times-u da je priča o otmici bila izmišljena te da je on pristao na sudjelovanje u toj prevari kako bi osigurao financijsku korist. Istovremeno, ustvrdio je da su četvorica prijatelja doista vidjela neobičan leteći objekt te noći iznad jezera Big Eagle, ali i dvije noći ranije iznad jezera Chamberlain.